# Order Padma Bhushan
Order Padma Bhushan (hindi पदम भूषण पुरस्कार) – indyjskie wysokie odznaczenie cywilne (order), przyznawane przez prezydenta Indii.

## Historia
Order Padma Bhushan został ustanowiony 2 stycznia 1954 przez pierwszego prezydenta Indii Rajendrę Prasada wraz z dwoma innymi odznaczeniami z grupy Padma Awards: Orderem Padma Vibhushan i Orderem Padma Shri oraz Orderem Bharat Ratna. Przyznawanie wszystkich tych odznaczeń zostało zawieszone w okresie od 13 lipca 1977 do 26 stycznia 1980.
W hierarchii indyjskich odznaczeń cywilnych znajduje się na trzecim miejscu – za Orderem Bharat Ratna i Orderem Padma Vibhushan, a przed Orderem Padma Shri.
Początkowo Order Padma Bhushan miał być trzecią klasą innego odznaczenia. W projekcie najniższym było odznaczenie Tisra Varg (dosł. „trzeciej klasy” – obecnie Padma Shri), drugim w kolejności było Dusra Varg (dosł. „drugiej klasy” – obecnie właśnie Order Padma Bhushan), a najwyższym Pahela Varg (dosł. „pierwszej klasy” – obecnie Padma Vibhushan).

## Zasady nadawania
Order Padma Bhushan nadawany jest w dowód uznania głównie obywatelom indyjskim za wybitne osiągnięcia i zasługi dla narodu, w dziedzinie nauki i kultury, za działalność publiczną oraz w innych dziedzinach i może być przyznany pośmiertnie.
Z wnioskiem o odznaczenie Padma Bhushan mogą występować przedstawiciele rządu federalnego, poszczególnych ministerstw, terenowych jednostek administracji państwowej i innych instytucji państwowych oraz organizacji społecznych. Wnioski rozpatrywane są przez „Kapitułę Nagrody” (Awards Committee) i po akceptacji odpowiedniego ministra lub premiera przedstawiane prezydentowi. Order wręczany jest corocznie 26 stycznia, w „Dniu Republiki” – święta narodowego Indii.

## Opis odznaki
Początkowo odznaką orderu miał być okrągły medal z brązu o średnicy 35 mm z wytłoczonym w centrum kwiatem lotosu z białego złota i napisem: „पदम भूषण” (PADMA BHUSHAN). Na rewersie znajdowało się godło państwowe Indii i dewiza orderu. Nie istnieją żadne dostępne źródła, które potwierdzałyby, że powyższy projekt został zrealizowany.
W 1957 projekt został zmieniony i przyjął obecną formę. Na awersie znajduje się kwiat lotosu na tle krzyża złożonego z kwadratów oraz napis „पदम भूषण” (PADMA BHUSHAN). Na rewersie znajduje się godło państwowe Indii oraz napis z dewizą orderu.

## Odznaczeni
Do 2010 Orderem Padma Bhushan zostało odznaczonych 1111 osób, m.in.

### Obywatele Indii
- Madurai Shanmukhavadivu Subbulakshmi – indyjska śpiewaczka klasyczna (1954)
- Mahadevi Varma – poetka tworząca w języku hindi (1956)
- Rasipuram Krishnaswami Iyer Narayanaswami – pisarz piszący w języku angielskim (1964)
- Zubin Mehta – dyrygent (1966)
- Ravi Shankar – kompozytor i wirtuoz sitaru (1967)
- Lata Mangeshkar – piosenkarka (1969)
- A.P.J. Abdul Kalam – inżynier i naukowiec (1981)
- Rajkumar – aktor, ikona indyjskiej kinematografii (1983)
- Kelucharan Mohapatra – tancerz, mistrz tańca Odissi, pedagog (1989)
- Ram Narayan – muzyk, popularyzator sarangi (1991)
- Ratan Tata – biznesmen, prezes Tata Motors (2000)
- Viswanathan Anand – szachowy mistrz świata (2001)
- Amitabh Bachchan – aktor i producent filmowy (2001)
- Baldev Raj Chopra – reżyser i producent filmowy (2001)
- Rajendra Kumar Pachauri inżynier kolejnictwa, przewodniczący Międzyrządowego Zespołu ds. Zmian Klimatu (2001)
- Raj Reddy – naukowiec, laureat Nagrody Turinga (2001)
- Bellur Krishnamachar Sundararaja Iyengar – jeden z największych współczesnych autorytetów w hathajodze (2002)
- Naseeruddin Shah – aktor (2003)
- Yash Chopra – pisarz, reżyser i producent filmowy (2005)
- Aamir Khan – aktor, reżyser i producent filmowy (2010)
- Allah Rakha Rahman – kompozytor muzyki filmowej, instrumentalista, piosenkarz (2010)
- Ilaiyaraaja – kompozytor muzyki filmowej, instrumentalista (2010)

### Obcokrajowcy
- Palden Thondup Namgjal – ostatni czogjal (król) Sikkimu (1954)
- Tenzing Norgay – nepalski himalaista, Szerpa (1959)
- Richard Attenborough – brytyjski aktor, reżyser i producent filmowy (1983)
- Frank Pallone – amerykański polityk (2002)
- Ismail Merchant – brytyjski producent filmowy pochodzenia indyjskiego (2002)
- Herbert Fischer – niemiecki dyplomata, ambasador NRD w Indiach (2003)
- Yoshirō Mori – japoński polityk, premier Japonii (2004)
- Ji Xianlin – chiński historyk, paleograf i pisarz (2008)
- Sathamangalam R. Srinivasa Varadhan – amerykański matematyk pochodzenia indyjskiego, laureat Nagrody Abela (2008)